# دان برجلاند
دان برجلاند (بالسويدية: Dan Berglund)‏ هو كاتب أغاني وملحن سويدي، ولد في 4 مايو 1963 في سيغتونا في السويد.

## وصلات خارجية
- دان برجلاند على موقع ميوزك برينز (الإنجليزية)
- دان برجلاند على موقع أول ميوزيك (الإنجليزية)
- دان برجلاند على موقع ديسكوغز (الإنجليزية)